# Bélgica nos Jogos Olímpicos de Verão de 1976
A Bélgica competiu nos Jogos Olímpicos de Verão de 1976 em Montreal, Canadá.